# 후안 린도
후안 린도(스페인어: Juan Lindo)는 중앙 아메리카의 보수주의 정치가로, 1847년부터 1852년까지 온두라스의 대통령으로 재임하였다. 엘살바도르의 초대 대통령을 역임하기도 했다. 본명은 후안 네포무세노 페르난데스 린도 이 셀라야(스페인어: Juan Nepomuceno Fernández Lindo y Zelaya)이다.
온두라스 테구시갈파에서 호아킨 페르난데스 린도 몰리나와 바르바라 셀라야 피아요스의 아들로 태어났다. 1841년 엘살바도르의 초대 대통령이 되어, 연방제를 고수했다. 이후 대통령직을 사임하고 온두라스로 돌아온다.
1857년 그라시아스에서 사망했다.